# Invincible (Schiff, 1780)
Die Invincible war ein 110-Kanonen-Linienschiff (Dreidecker) der französischen Marine, das von 1780 bis 1806 in Dienst stand.

## Geschichte

### Entwicklungsgeschichte
Anlässlich des sich abzeichnenden Krieges gegen Großbritannien in Folge des Konfliktes in Nordamerika (Amerikanischer Unabhängigkeitskrieg), wurde ein Flottenbauprogramm für die französische Marine aufgelegt, das vier Schiffe mit einer Bewaffnung von um die 100 Kanonen vorsah. Aus den Vorgaben für diese Schiffe entwickelte François-Guillaume Clairain des Lauriers (Marinearsenal Rochefort) die Invincible, Léon-Michel Guignance (Marinearsenal Brest) die Royal Louis und Joseph-Marie-Blaise Coulomb (Marinearsenal Toulon) die spätere Terrible-Klasse.

### Bau
Die spätere Royal Louis wurde unter der Bauaufsicht des Schiffbauingenieurs Jacques Denis Chevillard le Cadet im Februar 1779 im Marinearsenal von Rochefort auf Kiel gelegt. Der Stapellauf erfolgte am 20. März 1780 und die Indienststellung im Mai desselben Jahres.

### Einsatzgeschichte
Von April 1781 bis April 1783 war sie das Flaggschiff von Admiral Toussaint-Guillaume Picquet de la Motte, der zugleich ihr Kapitän war.
1781 war sie in den Antillen stationiert und konnte einen britischen Konvoi abfangen. 1782 wurde sie nach Gibraltar beordert. Dort hatte ein britischer Verband unter Lord Howe die belagerte Garnison mit Nachschub versorgt. Auf dem Rückweg kam es am 20. Oktober 1782 zur Seeschlacht von Cap Spartel. Die Invincible kämpfte dabei in der Nachhut.
Die Invincible wurde mehrfach auf- und umgerüstet (1781, 1784 und 1794). Neben der Ausstattung mit schwererer Bewaffnung wurde sie z. B. 1794 mit Kupfer beschlagen. 1806 wurde sie aus der aktiven Verwendung genommen, 1807 wurde die Bewaffnung entfernt. Im Jahr 1808 wurde die Invincible abgewrackt.

## Technische Beschreibung

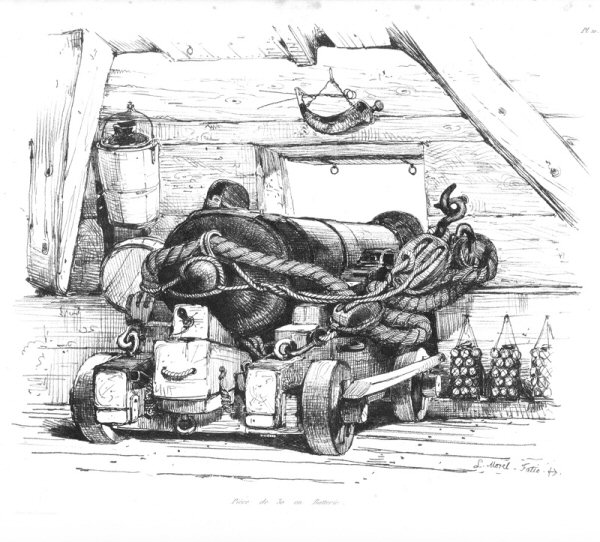
Zeichnung einer französischen
36-Pfünder-Kanone.

Die Invincible war als Batterieschiff mit drei durchgehenden Geschützdecks konzipiert und hatte eine Länge von 59,76 Metern (Geschützdeck) bzw. 54,25 Metern (Kiel), eine Breite von 16,24 Metern und einen Tiefgang von 7,84 Metern. Sie war ein Rahsegler mit drei Masten (Fockmast, Großmast und Kreuzmast). Der Rumpf schloss im Heckbereich mit einem Heckspiegel, in den Galerien integriert waren, die in die seitlich angebrachten Seitengalerien mündeten.
Die Besatzung hatte eine Stärke von 748 bis 1.055 Mann. Die Bewaffnung bestand bei Indienststellung aus 100 Kanonen, die sich aber im Laufe ihrer Dienstzeit veränderte.
|        | Unteres Batteriedeck    | Mittleres Batteriedeck  | Oberes Batteriedeck     | Backdeck              | Achterdeck                                      | Kanonen (Geschossgewicht) |
| ------ | ----------------------- | ----------------------- | ----------------------- | --------------------- | ----------------------------------------------- | ------------------------- |
| Design | 30 × 36-Pfünder         | 32 × 24-Pfünder         | 30 × 12-Pfünder         | –                     | –                                               | 92 Kanonen (540,41 kg)    |
| 1781   | 30 × 36-Pfünder         | 32 × 24-Pfünder         | 30 × 12-Pfünder         | –                     | 8 × 8-Pfünder                                   | 100 Kanonen (556,072 kg)  |
| 1785   | 30 × 36-Pfünder-Kanonen | 32 × 24-Pfünder-Kanonen | 30 × 12-Pfünder-Kanonen | 6 × 8-Pfünder-Kanonen | 10 × 8-Pfünder-Kanonen 6 × 36-Pfünder-Haubitzen | 114 Geschütze (624,6 kg)  |
| 1794   | 30 × 36-Pfünder-Kanonen | 32 × 24-Pfünder-Kanonen | 34 × 12-Pfünder-Kanonen | 6 × 8-Pfünder-Kanonen | 10 × 8-Pfünder-Kanonen 4 × 36-Pfünder-Haubitzen | 116 Geschütze (618,73 kg) |
| 1795   | 30 × 36-Pfünder-Kanonen | 32 × 24-Pfünder-Kanonen | 32 × 12-Pfünder-Kanonen | 6 × 8-Pfünder-Kanonen | 10 × 8-Pfünder-Kanonen 4 × 36-Pfünder-Haubitzen | 114 Geschütze (612,85 kg) |